# Bucephalina amans
Bucephalina amans är en tvåvingeart som först beskrevs av Cresson 1918.  Bucephalina amans ingår i släktet Bucephalina och familjen kolvflugor.
Artens utbredningsområde är Kalifornien. Inga underarter finns listade i Catalogue of Life.